# Ruben Houkes
Ruben Houkes (* 8. Juni 1979 in Schagen) ist ein niederländischer Judoka. Er tritt im Superleichtgewicht (Klasse bis 60 Kilogramm) an.

## Werdegang
Houkes wurde beim Haarlemer Kampfsportverein Kenamju groß. 1995 wurde er in seinem Heimatland erstmals Jugendmeister, 2001 folgte der erste Meistertitel bei den Senioren. Einen ersten internationalen Achtungserfolg erreichte er 2003 mit einem siebten Platz bei den Judo-Europameisterschaften. Nach zwei Bronzemedaillen bei den Judo-Europameisterschaften 2005 und 2006, feierte er mit dem Titel bei den Weltmeisterschaften 2007 in Rio de Janeiro den bislang größten Erfolg seiner Karriere.
Mit diesem Erfolg qualifizierte er sich für die Olympischen Sommerspiele 2008 in Peking. Dort gewann er nach einem Sieg gegen den Israeli Gal Yekutiel durch Ippon die Bronzemedaille. Zuvor war er im Halbfinale dem späteren Olympiasieger Choi Min-ho unterlegen.
Seit 1998 kämpft Houkes in der deutschen Bundesliga für den JC 66 Bottrop. Mit den zunehmenden internationalen Erfolgen nahm bei anderen Bundesligisten das Interesse an Houkes zu. Trotz lukrativer Angebote von verschiedenen Clubs, blieb Houkes auch nach dem Abstieg 2005 in die 2. Bundesliga dem Verein treu.
Außerhalb des Sports arbeitet Houkes als Leiter eines Büros für Sportmarketing, das unter anderem die beiden Brüder Guillaume und Dex Elmont, sowie Dennis van der Geest – ebenfalls Judoka – betreut. Er ist mit seiner Teamkollegin Dani Libosan liiert.

## Erfolge
- Europameisterschaften
2003 in Düsseldorf: 7. (Superleichtgewicht – 60 kg)
2004 in Bukarest: 5. (Superleichtgewicht – 60 kg)
2005 in Rotterdam: 3. (Superleichtgewicht – 60 kg)
2006 in Tampere: 3. (Superleichtgewicht – 60 kg)
2008 in Lissabon: 2. (Superleichtgewicht – 60 kg)
2009 in Tiflis: 5. (Superleichtgewicht -60 kg)

- Weltmeisterschaften
2007 in Rio de Janeiro: 1. (Superleichtgewicht – 60 kg)

- Olympische Spiele
2008 in Peking: 3. (Superleichtgewicht – 60 kg)